# 高橋眞三樹
高橋 眞三樹（たかはし まさき）は、日本の舞台俳優、ナレーター。劇団NHG代表取締役。
『ほんとにあった! 呪いのビデオ』の初代ナレーションとして知られている。

## 人物
『ほんとにあった! 呪いのビデオ』のナレーションを2巻まで担当した。3巻目からは現在のナレーションである中村義洋に引き継がれており、その語り口調も受け継がれている。またVer.X（バージョンX）版2巻のナレーションも担当している。舞台俳優としても活動をしており、現在は劇団NHGの代表を務めている。

## 出演作品

### ドキュメンタリー
- ほんとにあった! 呪いのビデオ - 1巻・2巻・Ver.X版2巻のナレーション

### 舞台
- サンカ こめらの森
- 100%トーキョー
- ならぬことはならぬ 福島事件 - 警察署長・池田庄吉
- ドン・キホーテ（第二部、『応!』） - 工場長

### 映画
- 青木ヶ原